# Steinnusspalmen
Die Steinnusspalmen oder Elfenbeinpalmen (Phytelephas) sind eine Gattung in der Familie der Palmengewächse (Arecaceae). Das Endosperm ihrer Samen wird als vegetabiles Elfenbein genutzt.

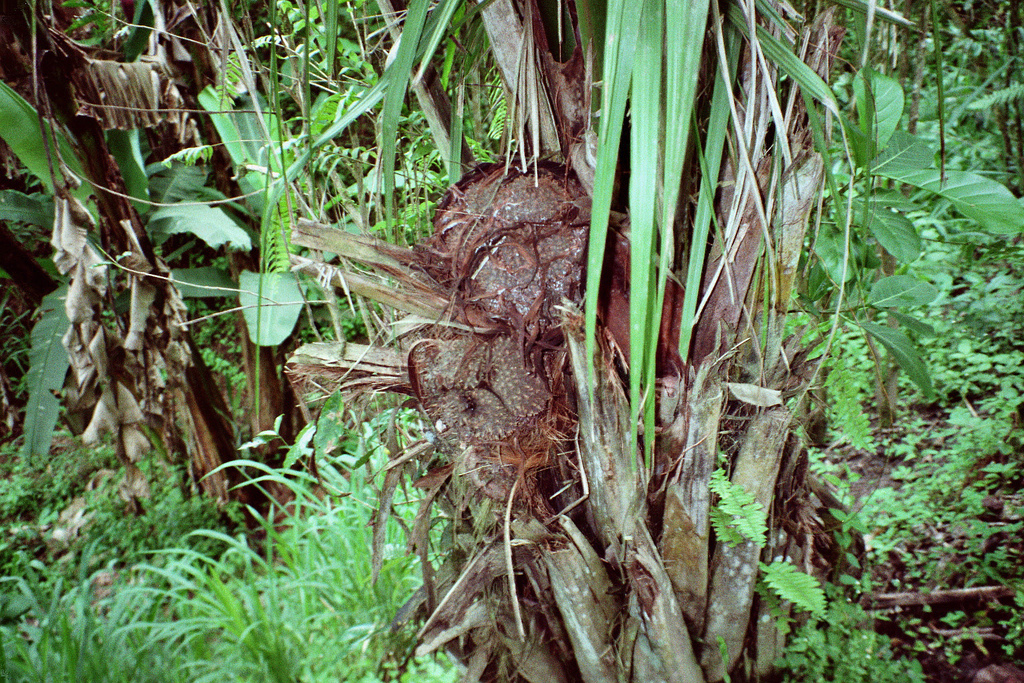
Fruchtstand von Phytelephas macrocarpa

## Merkmale
Die Steinnusspalmen sind mittelgroße bis große, diözische Palmen. Der einzige Stamm ist aufrecht. Häufig bleiben am Stamm die Blattbasen erhalten, ebenso hängt meist ein oder mehr tote Blätter am Stamm. Die Blätter sind gefiedert, dabei regelmäßig geteilt. Die Blattscheide ist offen und besitzt braune Fasern am Rand. Der Blattstiel ist im Querschnitt konkav. Die Blattfiedern setzen regelmäßig oder in Gruppen an. Die Nerven treten leicht hervor. Die Spitze der Blattfiedern ist symmetrisch und verschmälert sich gleichmäßig.
Der Blütenstand besitzt mehrere hängende Hochblätter. Die männlichen Blütenstände sind zylindrisch, gelb und tragen dicht stehende Blüten. Diese besitzen eine unauffällige Blütenhülle und zahlreiche Staubblätter. Die weiblichen Blütenstände sind kompakt und tragen weniger als 25 Blüten. Jede Blüte besitzt drei oder mehr dreieckige Kelchblätter, vier bis zehn Kronblätter und einen Fruchtknoten aus vier bis zehn verwachsenen Fruchtblättern.
Die Fruchtstände sind kugelig. Die Früchte sind groß und mit korkigen, dornenartigen Auswüchsen besetzt. Die Blätter der Keimlinge sind fiederteilig.
Die Chromosomenzahl ist 2n = 36.

## Verbreitung und Standort
Die Vertreter der Gattung sind in Süd- und Zentralamerika verbreitet. Sie bevorzugen feuchte schattige Standorte.

## Nutzung
Die Früchte besitzen ein Endosperm, das nach Trocknung etwa so hart wie Knochen wird. Dies wird als Elfenbein ersetzender Rohstoff, zum Beispiel für Schnitzwerk, verwendet (siehe Steinnuss).

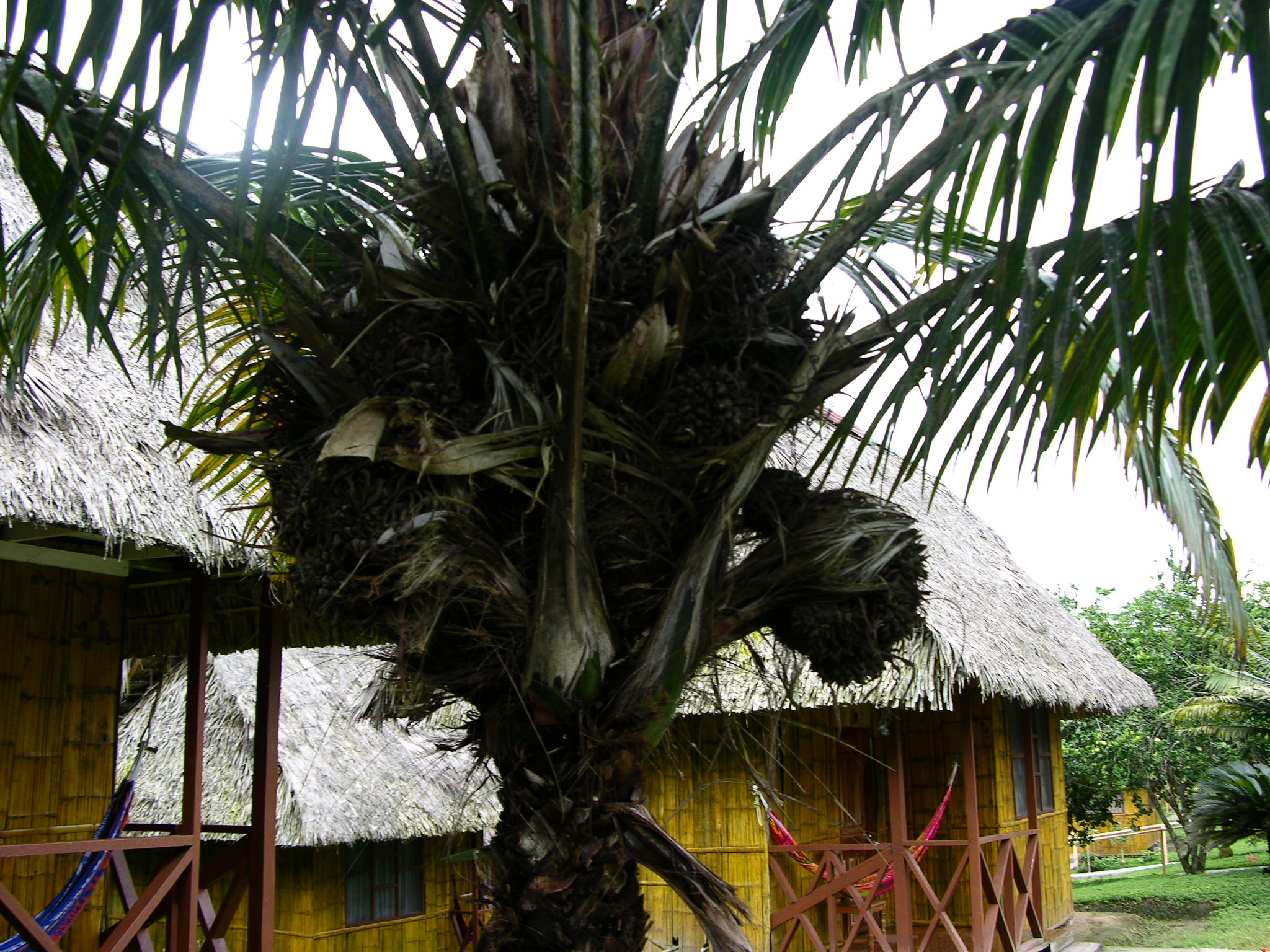
Phytelephas macrocarpa

## Systematik und Taxonomie
Die Gattung Phytelephas Ruiz & Pav. wird innerhalb der Familie Arecaceae in die Unterfamilie Ceroxyloideae, Tribus Phytelepheae gestellt. Die Gattung ist monophyletisch. Ihre Schwestergruppe ist die Gruppe aus Ammandra und Aphandra.
In der World Checklist of Selected Plant Families der Royal Botanic Gardens, Kew, werden folgende Arten anerkannt:
- Phytelephas aequatorialis Spruce: Die Heimat ist das westliche Ecuador.[3]
- Phytelephas macrocarpa Ruiz & Pav. (Syn.: Phytelephas schottii H.Wendl., Phytelephas seemannii O.F.Cook): Sie kommt von Panama bis Bolivien und zum nordwestlichen Brasilien vor.[3]
- Phytelephas tenuicaulis (Barfod) H.J.Hend.: Die Heimat ist das südliche Kolumbien, Ecuador und das nördliche Peru.[3]
- Phytelephas tumacana O.F.Cook: Die Heimat ist die Provinz Nariño im südwestlichen Kolumbien.[3]

Die Gattung Phytelephas wurde von den beiden spanischen Botanikern Hipólito Ruiz López und José Antonio Pavón y Jiménez aufgestellt; ihre Beschreibung wurde 1798 in ihrem gemeinsamen Werk Systema vegetabilium florae peruvianae chilensis Seite 299 veröffentlicht. Synonyme für die Gattung sind Elephantusia Willd., Palandra O.F.Cook und Yarina O.F.Cook.